# Queer as Folk (série télévisée, 2022)
Pour les articles homonymes, voir Queer as Folk.
Queer As Folk est une série télévisée dramatique en huit épisodes d'environ 45 minutes créée, co-écrite, co-réalisée et co-produite par Stephen Dunn. Il s'agit d'une réinvention de la série britannique éponyme de Channel 4 (Queer as Folk, 1999), qui avait déjà été adaptée aux États-Unis (Queer as Folk, 2000–2005) par Showtime. Elle a été mise en ligne le 9 juin 2022 sur Peacock.
Cette série est diffusée en France sur la plateforme Lionsgate+.

## Synopsis
Un groupe d'amis commence à fréquenter un club et trouve du soutien dans la communauté queer à la suite d'une tragédie.

## Distribution

### Acteurs principaux
- Devin Way (VF : Antoine Fleury) : Brodie Beaumont
- Fin Argus : Mingus
- Jesse James Keitel : Ruthie O'Neil
- Candace Grace : Shar
- Johnny Sibilly : Noah Hernandez
- Ryan O'Connell : Julian Beaumont

### Acteurs secondaires
- Kim Cattrall : Brenda Beaumont
- Juliette Lewis : Judy
- Ed Begley Jr. : Winston Beaumont
- Armand Fields : Bussy
- Chris Renfro : Daddius Miller
- Eric Graise : Marvin
- Sachin Bhatt (VF : Enzo Ysah) : Ali
- Nyle DiMarco : Leo
- Benito Skinner : Jack Cole Jordan

### Invités
- Lukas Gage : Eric
- Megan Stalter (en) : Meg
- Olli Haaskivi : George
- Calvin Seabrooks : Taylor
- Sachin Bhatt

 Source et légende : version française (VF) sur RS Doublage

## Production
Le tournage a débuté en octobre 2021, à La Nouvelle-Orléans, en Louisiane.
Le 24 septembre 2022, la série est annulée.

## Épisodes
1. Babylon
2. Blocked
3. Welcum to the Hellmouth
4. #F*ck Disabled People
5. Choke
6. Pretend You're Someone Else
7. Problemática
8. Sacrilege